# ماژول رایانه‌ای

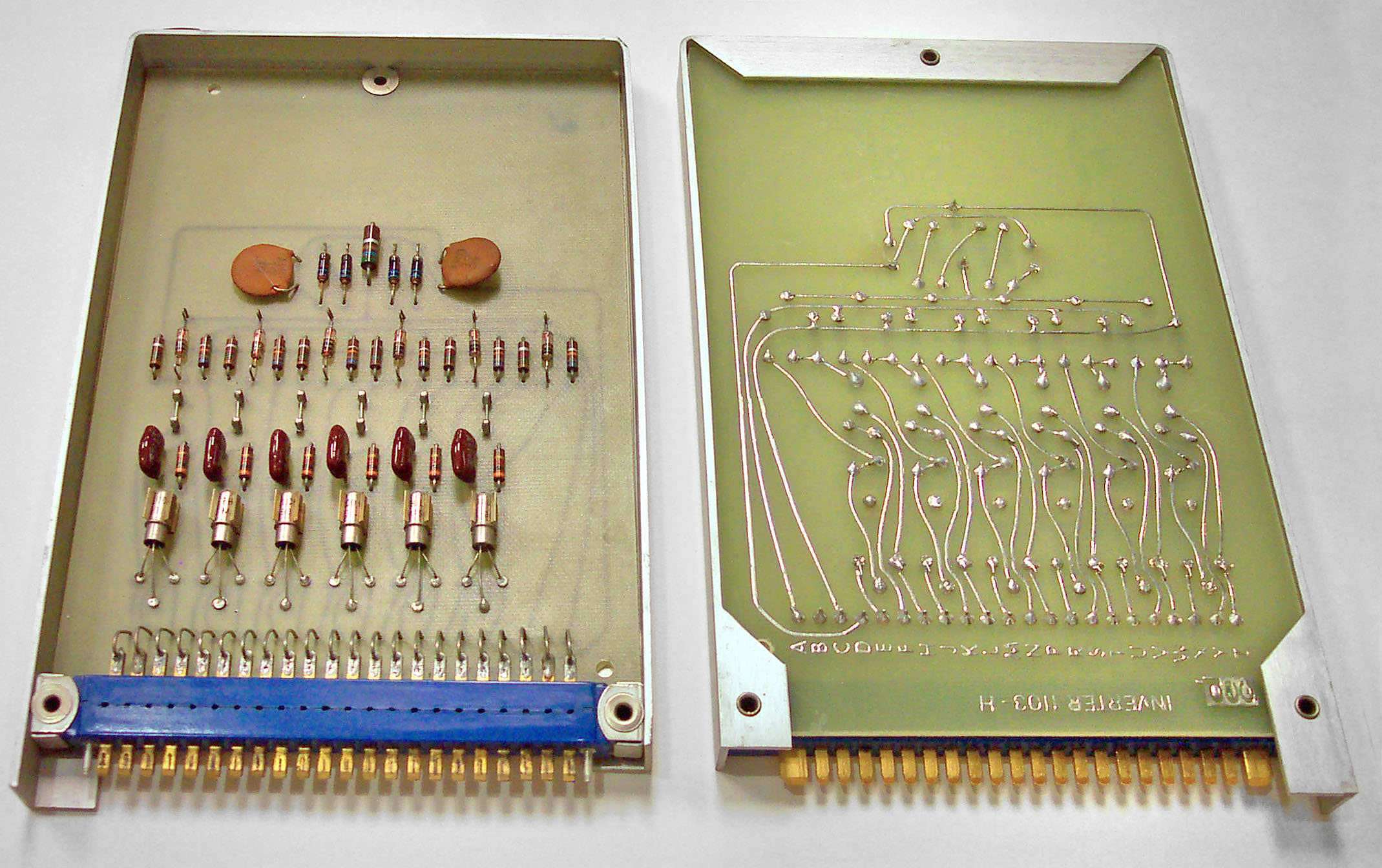
محصولات اصلی DEC ماژولهای گسسته‌ای بودند.

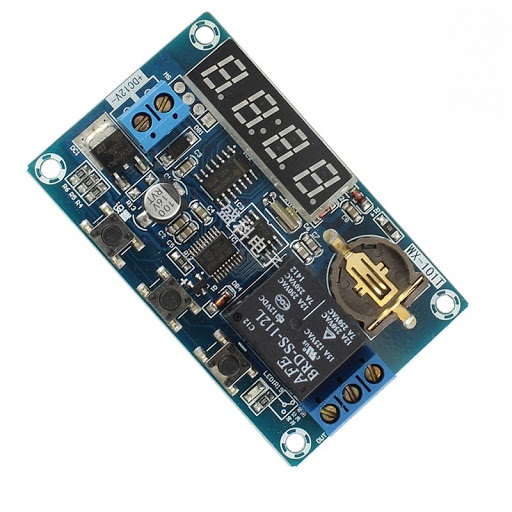
یک ماژول ساعت:امروزه در اصطلاح ماژول برای قطعاتی مانند شکل بالا نیز به کار می‌رود و با نصب آن‌ها می‌توان به توانایی‌های سیستم افزود.

ماژول رایانه ای مجموعه ای از مدارهای الکترونیکی مستقل است که در یک برد مدار چاپی بسته‌بندی می‌شود تا یک عمل پایه ای را در یک کامپیوتر انجام دهد. برای مثال یک اینورتر (دروازه وارونگر) که اگر ورودی ۱ داشته باشد خروجی آن ۰ است و اگر ورودی ۰ داشته باشد خروجی آن ۱ است یا فلیپ فلاپ که برای ذخیره اطلاعات مورد استفاده قرار می‌گیرد. مواردی که ذکر شد به دو یا چند ترانزیستور و تعداد کمی دستگاه پشتیبانی اضافی نیاز دارند. ماژول‌ها را داخل یک شاسی قرار می‌دهیم و سپس به یکدیگر وصل می‌کنیم تا یک واحد منطقی بزرگتر (مثلا مانند یک جمع‌کننده) تولید کنیم

## تاریخچه
ماژول‌ها ساختمان اصلی اکثر طراحی‌های رایانه اولیه بودند، تا اینکه در دهه ۱۹۶۰ با مدارهای مجتمع جایگزین شدند، که اساساً یک ماژول کامل بسته‌بندی شده بر روی یک تراشه رایانه ای بودند. ماژول‌های دارای اجزای گسسته همچنان در دهه‌های ۱۹۷۰ مورد استفاده قرار می‌گرفتند به ویژه در طراحی‌های پر سرعت مانند  CDC 8600، اما پیشرفت‌های ایجاد شده در طراحی تراشه‌ها منجر به از بین رفتن ماژول‌های گسسته در دهه ۱۹۷۰ شد.